# The Battle of the Century
The Battle of the Century (La Batalla del Siglo en Latinoamérica) es un cortometraje mudo, protagonizado por el dúo cómico conformado por Stan Laurel y Oliver Hardy (mejor conocidos como El Gordo y el Flaco) y dirigido por Clyde Bruckman. Rodado en 1927, es famoso por ser una de las primeras filmaciones del dúo.

## Descripción de la trama
En una pelea de boxeo, los competidores son "la tormenta" Calahan y "El hueso humano" Laurel. El auditorio está lleno y los contrincantes están listos para que gane el mejor, todos dicen que probablemente será Calahan.
El mánager de Laurel es Hardy, quien usa ropa de niño y sombrero de hombre. Comienza la pelea, se toca la campana y se paran los contrincantes pero Calahan tiene el guante desatado.
A continuación el auditorio y Hardy animan a Laurel a golpear a Calahan mientras está parado, pero Laurel no lo golpea solo brinca y le hace frente. Después Laurel desesperado vuelve a su esquina, Calahan ya está listo y se va contra Laurel, pero este da un golpe al aire y golpea y derriba a su contrincante, dejándolo en el suelo inmóvil.
El árbitro le dice a Laurel que se vaya a una esquina neutral pero no hace caso y regresa a mirarlo 4 veces. El árbitro empuja a Laurel y los dos empiezan a pelear hasta que tocan la campana.
El árbitro levanta a Calahan y lo lleva a su esquina, a continuación Calahan reacciona y se va contra Laurel, se toca la campana y los dos se miran. Calahan le golpea la cara y lo derriba, el mánager Hardy se desmaya y el campeón es Calahan. Todos se van y Hardy despierta y ve a Laurel en el ring, acostado para dormir.
Después van caminando en la calle, pasan por la Pastelería "Pie" y el pastelero se tropieza con un cáscara de plátano en el suelo, tirando la charola con los pasteles.
Hardy precisamente trae un plátano, por lo tanto culpa a Laurel pero éste se mantiene neutral, el pastelero le estrella el pastel a Hardy y se arma una pelea de pasteles involucrando a las personas de la calle, entre ellas el alcalde de la Ciudad, el peluquero, el cliente, el dentista, el paciente, el trabajador de alcantarillas, una dama rica.